# Loxopsis
Loxopsis är ett släkte av insekter. Loxopsis ingår i familjen Diapheromeridae.
Kladogram enligt Catalogue of Life:
| Loxopsis | \| \| Loxopsis agondas \| \| \| \| \| \| Loxopsis conocephala \| \| \| \| \| \| Loxopsis seowi \| \| \| \| \| \| Loxopsis superba \| \| \| \| |
|          | \| \| Loxopsis agondas \| \| \| \| \| \| Loxopsis conocephala \| \| \| \| \| \| Loxopsis seowi \| \| \| \| \| \| Loxopsis superba \| \| \| \| |
|          | Loxopsis agondas |
|          | |
|          | Loxopsis conocephala |
|          | |
|          | Loxopsis seowi |
|          | |
|          | Loxopsis superba |
|          | |